# 瓦卢斯河畔马里尼亚
瓦卢斯河畔马里尼亚（法語：Marigna-sur-Valouse，法語發音：[maʁiɲa syʁ valuz]）是法国汝拉省的一个市镇，属于隆斯勒索涅区。

## 地理
瓦卢斯河畔马里尼亚（46°26'46"N, 5°31'43"E）面积8.35 平方千米，位于法国勃艮第-弗朗什-孔泰大區汝拉省，该省份为法国东部内陆省份，北起上索恩省，西北接科多尔省，西临索恩-卢瓦尔省，南至安省，东与杜省和瑞士接壤。
与瓦卢斯河畔马里尼亚接壤的市镇（或旧市镇、城区）包括：楠屈斯、莫讷泰、拉布瓦西耶尔、尚贝里亚、蒙特勒韦、瓦尔赞-昂珀蒂特蒙塔涅。

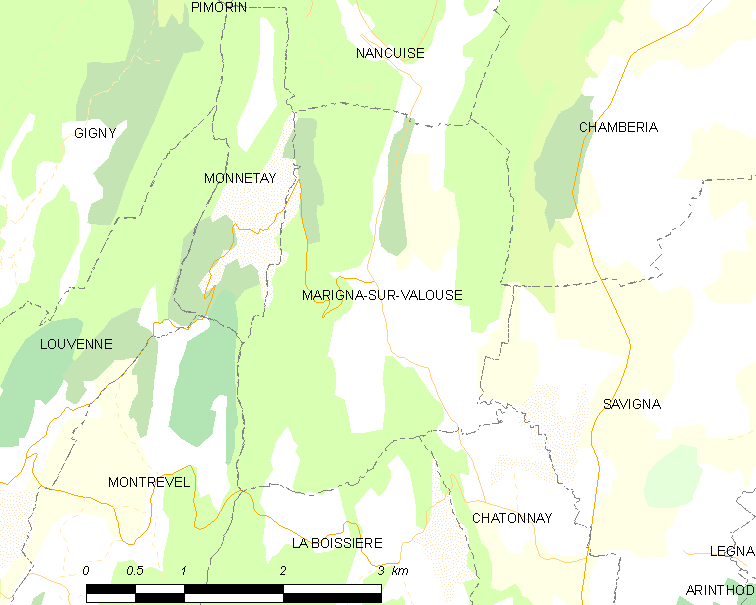
瓦卢斯河畔马里尼亚的OSM定位图

瓦卢斯河畔马里尼亚的时区为UTC+01:00、UTC+02:00（夏令时）。

## 行政
瓦卢斯河畔马里尼亚的邮政编码为39240，INSEE市镇编码为39312。

## 政治
瓦卢斯河畔马里尼亚所属的省级选区为穆瓦朗昂蒙塔涅县。

## 人口

1962-2008年间瓦卢斯河畔马里尼亚人口变化图示

瓦卢斯河畔马里尼亚于2022年1月1日时的人口数量为107人。